# Gaetano Andreozzi
Gaetano Andreozzi (22. května 1755 Aversa – 21. prosince nebo 24. prosince 1826 Paříž) byl italský operní skladatel. Byl synovcem skladatele Niccolò Jommelliho.

## Život
Gaetano Andreozzi studoval na neapolské konzervatoři Conservatorio di Santa Maria di Loreto zpěv, harmonii a kontrapunkt u Pietra Antonia Galla, Fedele Fenaroliho a svého strýce Niccolò Jommelliho.
Poprvé veřejně vystoupil 28. února 1779 v římském kostele Chiesa Nuova s oratoriem Giefte. Zkomponoval několik komických oper pro Benátky a Florencii. V roce 1784 odcestoval do Petrohradu, kde uvedl dvě své opery: Didone abbandonata a Giasone e Medea. Hned následujícího roku se však vrátil do Neapole. Na jaře roku 1786 se ve Florencii oženil. Jeho manželkou se stala jeho žačka, sopranistka Anna de Santi (1772 – 1802). Doprovázel ji v roce 1791 do Madridu, kde byly v divadle Teatro de los Caños del Pera uvedeny jeho opery Angelica e Medoro a Didone abbandonata. Manželka pak přijala angažmá v Drážďanech, ale v roce 1802 tam tragicky zahynula po nehodě v kočáře.
Andreozzi se vrátil do Neapole. V roce 1806 se stal impresáriem divadla Teatro San Carlo a věnoval se i výuce zpěvu. V roce 1825 přijel na pozvání své bývalé žačky Marie Karoliny, dcery neapolského krále Františka I., do Paříže, kde o rok později zemřel.

## Dílo

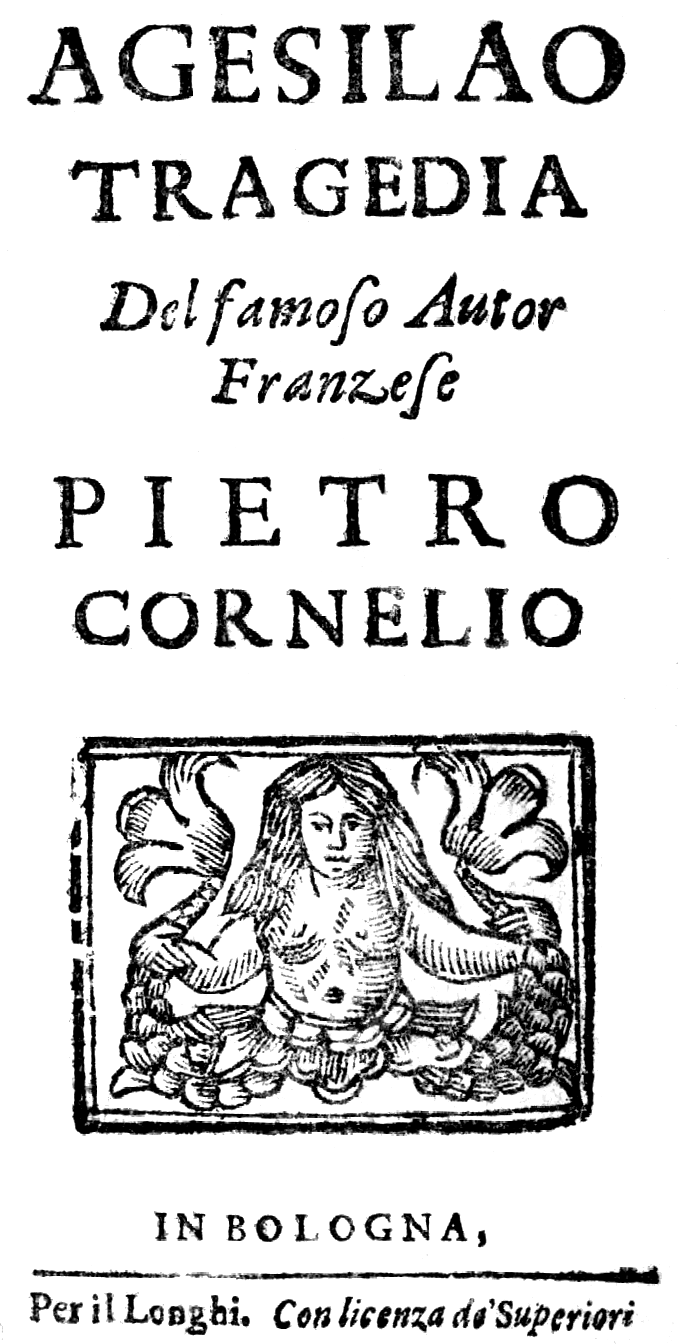
Titulní strana libreta opery Agesilao, re di Sparta, Benátky 1787

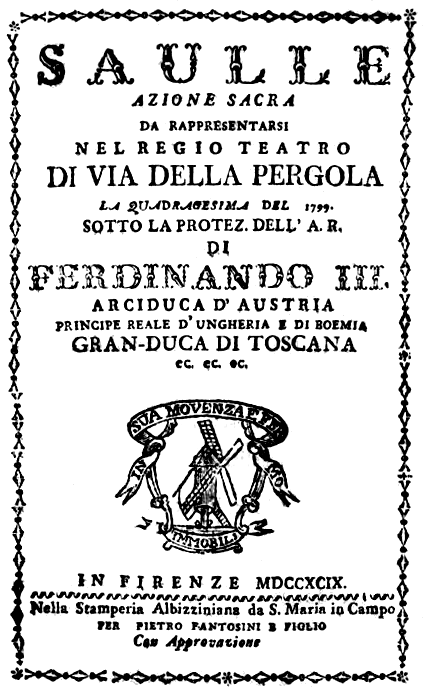
Titulní strana libreta opery Saulle, Florencie 1799

### Opery
- L'equivoco (opera buffa, 1781 Florencie)
- Arbace V (opera seria, 1781, Livorno)
- I pazzi per disimpegno (libreto P. A. Bagliacca, opera buffa, 1782, Benátky)
- L'Olimpiade (libreto Pietro Metastasio, opera seria, 1782, Pisa)
- Bajazet (libreto A. Piovene, opera seria, 1783, Florencie)
- Medonte, re d'Epiro (libreto Giovanni de Gamerra, opera buffa, 1783, Alessandria)
- L'amore industrioso (libreto G. Casorri, opera buffa, 1783, Florencie)
- Quello che può accadere (opera buffa, 1784, Benátky)
- Didone abbandonata (libreto Pietro Metastasio, opera seria, 1784, Petrohrad)
- Giasone e Medea (opera seria, 1785, Petrohrad, 1793 Neapol)
- Le tre fanatiche (libreto Giuseppe Palomba, opera buffa, 1785, Neapol)
- Catone in Utica (libreto Metastasio, opera seria, 1786, Cremona)
- Virginia (libreto Silvio Stampiglia, opera seria, 1787 Janov)
- Agesilao, re di Sparta (libreto F. Ballani, opera seria, 1788, Benátky)
- Arminio (libreto F. Moretti, opera seria, 1788, Benátky)
- Teodelinda (libreto Gian Domenico Boggio, opera seria, 1789, Turín)
- Giovanna d'Arco ossia La pulcella d'Orléans (libreto Simeone Antonio Sografi, opera seria, 1789, Vicenza)
- Artaserse (libreto Pietro Metastasio, opera seria, 1789, Livorno)
- La morte di Giulio Cesare (libreto Sertor, opera seria, 1790, Řím)
- Il finto cieco (libreto Trinchera, opera buffa, 1791, Neapol)
- Angelica e Medoro (libreto Sertor podle Metastasia, opera seria, 1792 nebo 1793 Florencie)
- Amleto (libreto Giuseppe Maria Foppa, opera seria, 1792, Padova)
- Gli amanti in Tempe (libreto Giovanni de Gamerra, opera seria, 1792, Florencie)
- Sofronia e Olindo (libreto C. Sernicola, opera seria, 1793, Neapol)
- Ines de Castro (libreto C. Giotti, opera buffa, 1793, Florencie)
- Le nozze inaspettate (opera buffa, 1793, Neapol)
- Saulle (libreto Francesco Salfi, opera seria, 1794, Neapol)
- La principessa filosofa ossia Il contravveleno (libreto Sografi, opera buffa, 1794, Teatro San Benedetto, Benátky)
- Arsinoe (libreto M. Rispoli, opera seria, 1795, Neapol)
- Il trionfo di Arsace (libreto F. Ballani, opera seria, 1796, Řím)
- La vergine del sole (libreto C. L. Rossi, opera seria, 1797, Palermo)
- Argea (libreto Gian Domenico Boggio), opera seria, 1799, Turín)
- Pamela nubile (opera buffa, 1800, Parma)
- Sesostri (libreto Apostolo Zeno, opera seria, 1802, Neapol)
- Armida e Rinaldo (opera seria, 1802, Neapol)
- Il trionfo di Alessandro (libreto A. Passaro, opera seria, 1803, Neapol)
- Piramo e Tisbe (libreto Giovanni Schmidt, opera seria, 1803, Neapol)
- Il trionfo di Claudia (opera seria, 1803, Florencie)
- Sedesclavo (libreto M. Prunetti, opera seria, 1805, Řím)
- Il trionfo di Tomiri (libreto F. Cammarano, opera seria, 1807, Neapol)
- Tutti i torti son dei mariti (opera buffa, 1814, Florencie)
- Il trionfo di Alessandro Magno il Macedone (libreto Passaro, opera seria, 1815, Řím)

### Chrámová hudba
- Giefte (oratorium, 1779, Řím)
- Isacco figura del redentore (oratorium, libreto Pietro Metastasio, 1785)
- La passione di Gesù Cristo (oratorium, libreto Pietro Metastasio; 1799, Neapol, Teatro San Carlo)
- Assuero ossia La regina Ester (oratorium; 1798, Palermo, Chiesa di Santa Cecilia)
- La morte di Saulle (oratorium, libreto Giuseppe Caravita, 1804, Lisabon)
- Il trionfo d’Israele, o sia La disfatta di Seon (dramma per musica, 1812, Messina, Teatro della Monizione)
- Messa dei morti in E minor

### Příležitostná vokální díla
- Partenope sul lido etrusco (azione teatrale, libreto Cristoforo Boccella, 1785, Lucca)
- La pace tra Amore ed Imeneo (componimento drammatico, libreto Lorenzo Pignotti, 1787, Florencie, Teatro degli Intrepidi)
- Il ritorno de’ numi (kantáta, libreto Ferdinando Maria Villani, 1801, Neapol, Teatro del Fondo)

### Komorní skladby
- Šest smyčcových kvartet op. 1 (1786, Florencie)
- Tři kvintety pro flétnu a smyčcový kvartet (1793, Benátky)
- Tři kvintety pro hoboj a smyčcový kvartet